# Gandra (Balazar)
Gandra é um lugar na freguesia de Balazar, Póvoa de Varzim, que no censo de 2011 tinha 219 habitantes. Possui 0,9 quilômetro quadrado.